# Sarasani (Texel)
De Beatboerderij of Beatschuur Sarasani op het Nederlandse eiland Texel was actief van 1966 tot en met 1976. In de loop der jaren kwamen er meer dan tweehonderdduizend Sarasani-bezoekers naar het eiland. Ook dankzij de betrokkenheid van Radio Veronica groeide Sarasani uit tot het mekka van de zogenoemde Nederbeat.

## Geschiedenis
In de zomermaanden kwamen duizenden hippies naar de Beatschuur tussen De Koog en Den Burg om te genieten van beatbands uit Nederland. Bands als de Bintangs, Cuby + Blizzards, The Motions, Les Baroques, Shocking Blue, Blues Dimension en Golden Earring zijn groot geworden in Sarasani, de groep Sammy Soul Set was in het begin de huis band. In de tweede helft van het tienjarig bestaan aangevuld door acts als Focus, Threshold, Kayak, Alquin, Massada, Long Tall Ernie and the Shakers, Dizzy Man's Band, Earth & Fire en tientallen anderen.

## Boek
- Sarasani – Geschiedenis van een Beatlegende, Jan Blei, Uitgeverij Langeveld & De Rooy Den Burg 2014, ISBN 9789070133009